# 妖怪万年竹
妖怪万年竹（ようかいまんねんだけ）は、妖怪漫画家・水木しげるの著書にある竹の妖怪。

## 概要
水木の著書の記述によれば、1万年生きた竹が妖怪と化したものとされる。外観は通常の竹と変わらず、竹藪の中に生えている。人間が竹藪の中に入ってくると、術をかけてその者を迷子にさせる。
また人間が竹藪の中で野宿をしていると、竹の枝にも似た手を伸ばし、その生気を吸い取ってしまう。人に害を成す手段が手であるため、この手を折られることが弱点とされる。

## 検証
SF作家の山本弘が会長を務めると学会や、妖怪研究家京極夏彦は、この妖怪万年竹に関する伝承資料が存在しないことを理由とし、昭和40年代に創作された妖怪との説を唱えている。